# Serie A 1945 (hockey su pista)
La Serie A 1945 è stata la 22ª edizione del torneo di primo livello del campionato italiano di hockey su pista. Esso è stato organizzato dalla Federazione Italiana Hockey e Pattinaggio.
Il torneo fu vinto dalla Triestina per la 12ª volta nella sua storia.

## Avvenimenti
Il torneo del 1945 vide al via dieci club. La formula fu quella del girone unico all'italiana. La Triestina (ex Pubblico Impiego Trieste) ebbe la meglio sulle avversarie laureandosi per la dodicesima volta nella sua storia campione d'Italia.

## Squadre partecipanti
| Club              | Stagione | Città       | Stagione precedente         |
| ----------------- | -------- | ----------- | --------------------------- |
| Pirelli           | dettagli | Milano      | n.a.                        |
| Edera Trieste     | dettagli | Trieste     | n.a.                        |
| Falck Milano      | dettagli | Milano      | n.a.                        |
| FDG Novara        | dettagli | Novara      | n.a.                        |
| Genova            | dettagli | Genova      | n.a.                        |
| Milan             | dettagli | Milano      | n.a.                        |
| Monza             | dettagli | Monza       | n.a.                        |
| Novara            | dettagli | Novara      | n.a.                        |
| Saves Alessandria | dettagli | Alessandria | n.a.                        |
| Triestina         | dettagli | Trieste     | Campione d'Italia in carica |

## Classifica finale
|  | Pos. | Squadra           | Pt | G | V | N | S | GF | GS | D | Note / Qualificazioni |
|  | ---- | ----------------- | -- | - | - | - | - | -- | -- | - | --------------------- |
|  | 1.   | Triestina         |    |   |   |   |   |    |    |   |                       |
|  | 2.   | Monza             |    |   |   |   |   |    |    |   |                       |
|  | 3.   | Novara            |    |   |   |   |   |    |    |   |                       |
|  | 4.   | Edera Trieste     |    |   |   |   |   |    |    |   |                       |
|  | 5.   | Pirelli           |    |   |   |   |   |    |    |   |                       |
|  | 6.   | Milan             |    |   |   |   |   |    |    |   |                       |
|  | 7.   | Falck Milano      |    |   |   |   |   |    |    |   |                       |
|  | 8.   | FDG Novara        |    |   |   |   |   |    |    |   |                       |
|  | 9.   | Genova            |    |   |   |   |   |    |    |   |                       |
|  | 10.  | Saves Alessandria |    |   |   |   |   |    |    |   |                       |

## Verdetti
| Verdetto               | Club                   |
| ---------------------- | ---------------------- |
| Campione d'Italia 1945 | Triestina (12º titolo) |

### Squadra campione
| N° | Naz.              | Ruolo | Sportivo          | Anno | Alt. | Peso |
| -- | ----------------- | ----- | ----------------- | ---- | ---- | ---- |
|    | Italia (bandiera) | P     | Leone Salvini     |      |      |      |
|    | Italia (bandiera) | E     | Emilio Bertuzzi   | 1916 |      |      |
|    | Italia (bandiera) | E     | Ermanno Bertuzzi  |      |      |      |
|    | Italia (bandiera) | E     | Mario Cergol      | 1911 |      |      |
|    | Italia (bandiera) | P     | Oliviero Panicari | 1911 |      |      |
|    | Italia (bandiera) | E     | Claudio Torrenti  |      |      |      |
|    | Italia (bandiera) | All.  | Edoardo Germogli  |      |      |      |